# سیارک ۷۲۰۵
سیارک ۷۲۰۵ (به انگلیسی: 7205 Sadanori، نامگذاری:1995YE1) هفت هزار و دویست و پنجمین سیارک کشف شده‌است که در ۲۱ دسامبر ۱۹۹۵ کشف شد.
قدر مطلق سیارک برابر ۴۲.۶ است.